# Quintus Pomponius Rufus (Konsul 95)

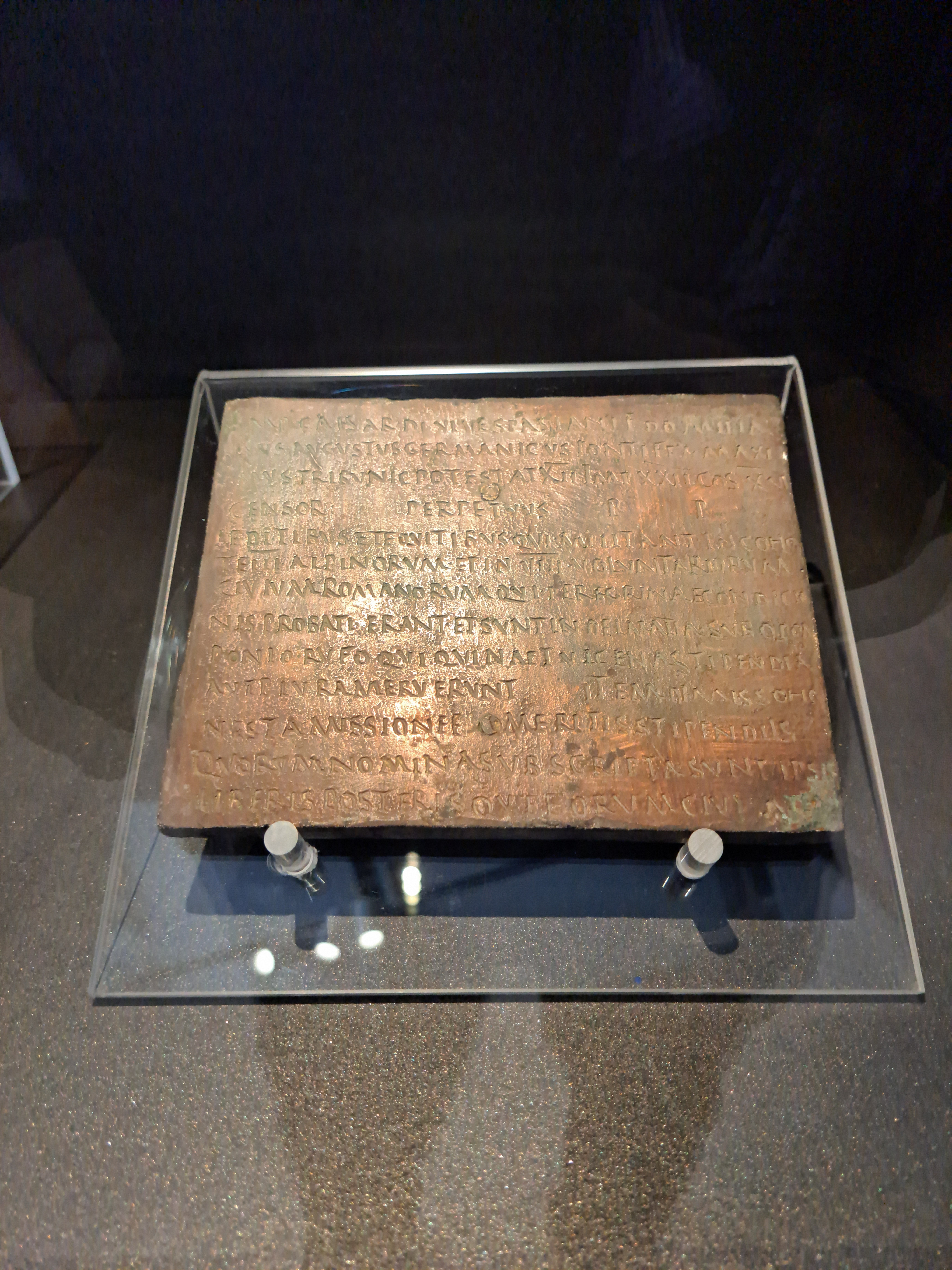
Das Militärdiplom des Jahres 94

Quintus Pomponius Rufus war ein im 1. und 2. Jahrhundert n. Chr. lebender Angehöriger des römischen Senatorenstandes. Durch eine Inschrift, die in Leptis Magna gefunden wurde, sind einzelne Ämter seiner Laufbahn bekannt.
Rufus war um 68/69 praefectus orae maritimae in den Provinzen Hispania citerior und Gallia Narbonensis; der Zeitpunkt ist in der Inschrift durch bello quod Imperator Galba pro re publica gessit bestimmt. Danach war er zu einem unbestimmten Zeitpunkt vor 94 Kommandeur (Legatus legionis) einer Legion, die in der Inschrift nur mit der Ordnungszahl V bezeichnet wird.
Durch ein Militärdiplom, das auf den 13. Juli 94 datiert ist, ist belegt, dass Rufus im Jahr 94 Statthalter in Dalmatia war. Er war danach zusammen mit Lucius Baebius Tullus im Jahr 95 Suffektkonsul. Aufgrund von vier Militärdiplomen, die auf den 9. September 97 datiert sind, wird vermutet, dass er bereits im Jahr 97 Statthalter der Provinz Moesia inferior war. Weitere Diplome, die auf den 14. August 99 datiert sind, belegen, dass er im Jahr 99 Statthalter in Moesia inferior war.
In der Inschrift steht, dass Rufus Statthalter (Legatus Augusti pro praetore) in drei Provinzen war (provinciarum Moesiae Dalmatiae Hispaniae); er wäre demnach Statthalter in Hispania, Dalmatia und Moesia inferior (in dieser Reihenfolge) gewesen. Während seine Statthalterschaften in Dalmatia und Moesia inferior durch Militärdiplome nachgewiesen sind, ist es umstritten, ob er zuvor Statthalter oder iuridicus in Hispania citerior war.
Durch die Inschrift aus Leptis Magna ist belegt, dass er zuletzt noch Statthalter (Proconsul) in der Provinz Africa war. Aus der Inschrift gehen darüber hinaus noch weitere Ämter hervor, die er innehatte: Pontifex, sodalis Flavialis und curator operum publicorum.
In einer Inschrift aus Rom, die eine Liste der Kalatores pontificum et flaminum enthält und die auf 101 datiert ist, wird sein Kalator Quintus Pomponius Xuthus aufgeführt; Rufus war daher in diesem Jahr bereits Pontifex. Er ist noch durch eine weitere Inschrift belegt, die in Curictae gefunden wurde.
Rufus dürfte der ältere Bruder des Gaius Pomponius Rufus Acilius [Prisc]us Coelius Sparsus gewesen sein, der nach ihm im Jahr 98 Suffektkonsul war.

## Legio V
Laut Florian Matei-Popescu war Rufus vermutlich Kommandeur der Legio V Macedonica.

## Statthalter in Hispania
Laut Werner Eck nahm Géza Alföldy an, dass Rufus nicht Statthalter, sondern legatus iuridicus in Hispania citerior war, während Ronald Syme dies anders sah.

## Statthalter in Moesia inferior
Die Militärdiplome des Jahres 97 sind alle nur bruchstückhaft erhalten. In ihnen werden jedoch spezielle Formulierungen verwendet, aus denen hervorgeht, dass der Statthalter, der die Soldaten aus dem Militärdienst entlassen hatte, die Truppen in Moesia inferior zum Zeitpunkt der Ausstellung der Diplome nicht mehr kommandierte.
In zwei Diplomen ist vom Namen des Statthalters, der die Soldaten vor dem Ende seiner Amtszeit aus dem Militärdienst entlassen hatte, das Cognomen Fronto erhalten. Laut Werner Eck, Andreas Pangerl wurde Tiberius Catius Caesius Fronto, ein Suffektkonsul des Jahres 96, als Statthalter in Betracht gezogen; sie halten dies zwar nicht für unmöglich, aber für unwahrscheinlich. Eck, Pangerl gehen davon aus, dass es sich bei dem Fronto um Sextus Octavius Fronto handelt, der durch Diplome für den 14. Juni 92 als Statthalter in Moesia inferior nachgewiesen ist. Sie ergänzen die Diplome daher wie folgt: dimissis honesta missione emeritis stipendiis ab Octavio Frontone.
In einem Diplom ist der Name des Statthalters, der die Truppen in Moesia inferior zum Zeitpunkt der Ausstellung des Diploms kommandierte, als L(ucius) Pom[] erhalten. Es käme Lucius Pomponius Maternus in Betracht, der durch Diplome für den 9. September 97 als Suffektkonsul nachgewiesen ist. Eck, Pangerl halten dies aber aus verschiedenen Gründen für unwahrscheinlich und nehmen an, dass es sich in dem Diplom um eine Verschreibung für Q(uintus) Pom[] handelt. Sie gehen daher davon aus, dass es sich bei dem Statthalter um Quintus Pomponius Rufus handelt und ergänzen die Diplome daher wie folgt: in Moesia inferiore sub Quinto Pomponio Rufo.

## Datierung
Werner Eck datiert einzelne Ämter seiner Laufbahn wie folgt: Statthalter in Dalmatia in den Amtsjahren 92/93 bis 94/95, Konsul vom 1. September bis 31. Dezember 95, Statthalter in Moesia inferior in den Amtsjahren 98/99 bis 99/100 und Statthalter in Africa im Amtsjahr 110/111 (möglich wäre aber auch das Amtsjahr 109/110).